# Kvasi-
Prefixet kvasi- används i sammansättningar i betydelsen skenbar, sken-, halvvägs, ej riktig i sin art, i oegentlig mening. Ordet kommer från latin quasi som betyder ’liksom, som om’.

## Exempel
- Kvasianalytisk
- Kvasidiskussion
- Kvasiförening
- Kvasikristall
- Kvasipartikel
- Kvasiperfekt tal
- Kvasistatisk process
- Kvasivetenskap